# Bunuri mobile din domeniul medalistică clasate în patrimoniul cultural național al României aflate în Germania
Acestă listă conține bunurile mobile din domeniul medalistică clasate în Patrimoniul cultural național al României aflate la momentul clasării în Germania.

## Tezaur
| Foto | Informații generale | Detalii tehnice                                                | Descriere | Deținător                   | Legături |
| ---- | --- | -------------------------------------------------------------- | --- | --------------------------- | -------- |
|      | Medalia premiu V.T. Dancovici a Facultății de Drept din București pentru I. L. Silberman                                                          | Datare: 1910 Școală: Atelier bucureștean Material: aur; batere | Descriere avers: Bustul lui V. T. Dancovici din față Descriere revers: Trei tabulae ansate decorate, în cunună de lauri Legendă revers: Legendă pe patru rânduri: DECERNAT // DLUI // I. L. SILBERMAN // 1910                                      | Colecții particulare, Timiș | Cimec    |
|      | Medalia Premiu a Ministerului Francez al Agriculturii, Comerțului și Lucrărilor Publice pentru Societatea de Horticultură din departamentul Rhône | Datare: 1866 Școală: Atelier parizian Material: aur; batere    | Descriere avers: Bustul lui Napoleon al III lea, din profil Descriere revers: Legendă circulară, în cercuri concentrice Legendă revers: MINISTERE DE L'AGRICULTURE DU COMMERCE ET DU TRAVEAUX PUBLIQUES // SOCIÉTÉ D'HORTICULTURE DU RHÔNE // 1866 | Colecții particulare, Timiș | Cimec    |